# Helheim (Sarpsborg)
Nezaměňovat s jinou norskou blackmetalovou kapelou se stejným názvem, viz Helheim (Bergen).
Helheim byla norská industrial black metalová kapela založená v říjnu 1992 v norském městě Sarpsborg Jonem A. Bjerkem (vokály) a Zornem (kytara, baskytara, programování bicích). Později se k této dvojici přidal hudebník Sebastian R. Komor vulgo Zeb, který se chopil programování bicího automatu, samplů a kláves.
Kapela se občas titulovala jako Helheim Society (např. na webu Myspace, již po zániku), aby se odlišila od stejnojmenné norské blackmetalové kapely z Bergenu.
První demo s názvem Helheim vyšlo v roce 1994, o rok později spatřilo světlo světa druhé demo Walpurgisnatt. Obě vznikly v Zebově domácím 4stopém ministudiu. Kapele se dostalo nabídek od několika nezávislých hudebních vydavatelství, z nichž si později vybrala tu od americké Necropolis Records. Ve spolupráci s nimi vzniká první mini-LP Fenris (1996), které je však zároveň poslední nahrávkou, poté skupina zanikla.

## Diskografie

### Dema
- Helheim (1994)
- Walpurgisnatt (1995)

### EP
- Fenris (1996)